# Brinsley
Brinsley – wieś w Anglii, w hrabstwie Nottinghamshire, w dystrykcie Broxtowe. Leży 15 km na północny zachód od miasta Nottingham i 188 km na północny zachód od Londynu.